# Biswamoyopterus
Biswamoyopterus ist eine in Südostasien verbreitete Gattung der Gleithörnchen mit drei Arten, die jeweils nur durch ein oder zwei Individuen bekannt sind.

## Merkmale
Die beiden Arten der Gattung Biswamoyopterus sind relativ große Gleithörnchen und erreichen Kopf-Rumpf-Längen von etwa 40 Zentimetern mit deutlich längerem Schwanz, der etwa 60 Zentimeter lang wird. Beide Arten haben ein rotbraunes Rückenfell mit einer Einmischung schwarzer, grauer und weißlich-grauer Haare sowie eine hellere Bauchseite. Wie alle Gleithörnchen haben auch die Arten dieser Gattung eine behaarte Gleithaut, die Hand- und Fußgelenke miteinander verbindet und durch eine Hautfalte zwischen den Hinterbeinen und dem Schwanzansatz vergrößert wird. Die Gleithaut ist muskulös und am Rand verstärkt, sie kann entsprechend angespannt und erschlafft werden, um die Richtung des Gleitflugs zu kontrollieren.
Äußerlich haben die Arten eine große Ähnlichkeit mit den Riesengleithörnchen (Petaurista), im Gegensatz zu diesem aber Ohrbüschel. Die Untersuchung des Gebisses ergab erhebliche Abweichungen von allen bekannten Gleithörnchen. Die Schneidezähne sind bei allen Gleithörnchen rot pigmentiert, nicht aber bei diesen Arten. Auch der Zahnschmelz und die Größe der Backenzähne sind abweichend.

## Verbreitung
Die beiden Arten der Gattung kommen in Süd- und Südostasien vor, sind jedoch jeweils nur von einem Fundort dokumentiert. Dabei wurde das Namdapha-Gleithörnchen (Biswamoyopterus biswasi) aus dem Namdapha National Park im Arunachal Pradesh in Indien und Biswamoyopterus laoensis aus der Provinz Bolikhamsai in Laos beschrieben.

## Lebensweise
Über die Lebensweise der Gleithörnchen dieser Gattung liegen keine Daten und Beobachtungen vor. Wahrscheinlich sind sie wie andere Gleithörnchen streng baumlebend und nachtaktiv.

## Arten

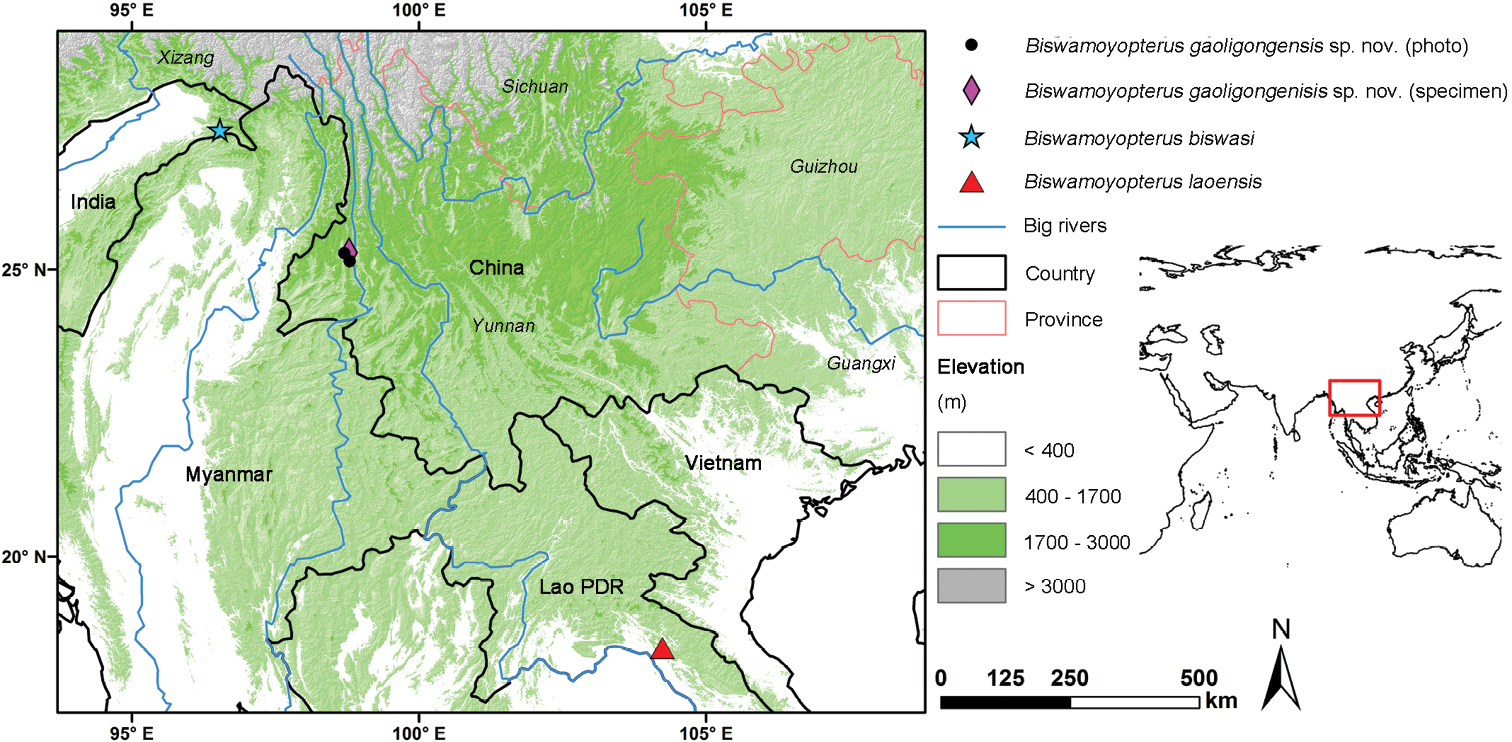
Fundorte der drei bekannten Biswamoyopterus-Arten

Biswamoyopterus ist eine eigenständige Gattung innerhalb der Gleithörnchen (Pteromyini), die 1981 von Subhendu Sekhar Saha gemeinsam mit dem Namdapha-Gleithörnchen (Biswamoyopterus biswasi) als Typusart wissenschaftlich beschrieben wurde.  Saha benannte sowohl die Gattung wie auch die Art nach dem indischen Zoologen und Naturschützer Biswamoy Biswas, der die Expedition, bei der die Art entdeckt wurde, geleitet hat. Begründet wurde die Beschreibung als eigenständige Gattung durch deutliche Unterschiede vor allem der Zähne von bereits bekannten Gleithörnchen.
Bis zur Erstbeschreibung von Biswamoyopterus laoensis als zweite Art der Gattung im Jahr 2013 galt die Gattung als monotypisch und wird entsprechend in der Literatur bis heute weitgehend als monotypisch behandelt. 2019 wurde mit Biswamoyopterus gaoligongensis eine dritte Art aus dem Gaoligong Shan in China beschrieben.
Die folgenden Arten werden der Gattung Biswamoyopterus zugeordnet:
- Namdapha-Gleithörnchen (Biswamoyopterus biswasi Saha, 1981); Arunachal Pradesh, Indien
- Gaoligong-Gleithörnchen (Biswamoyopterus gaoligongensis Li et al., 2019); Gaoligong Shan China
- Laos-Gleithörnchen (Biswamoyopterus laoensis Sanamxay, Douangboubpha, Bumrungsri, Xayavong, Xayaphet, Satasook & Bates, 2013); Laos

## Bestand, Gefährdung und Schutz
Das Namdapha-Gleithörnchen wird aufgrund des sehr kleinen angenommenen Verbreitungsgebietes von weniger als 100 km2 von der International Union for Conservation of Nature and Natural Resources (IUCN) als vom Aussterben bedroht („critically endangered“) gelistet. Biswamoyopterus laoensis wurde erst 2013 wissenschaftlich beschrieben und wird von der IUCN noch nicht erfasst.

## Belege
1. 1 2 3  Richard W. Thorington Jr., John L. Koprowski, Michael A. Steele: Squirrels of the World. Johns Hopkins University Press, Baltimore MD 2012; S. 89–90. ISBN 978-1-4214-0469-1
2. 1 2 3  Daosavanh Sanamxay, Bounsavane Douangboubpha, Sara Bumrungsri, Sysouphanh Xayavong, Vilakhan Xayaphet, Chutamas Satasook, Paul J. J. Bates: Rediscovery of Biswamoyopterus (Mammalia: Rodentia: Sciuridae: Pteromyini) in Asia, with the description of a new species from Lao PDR. In: Zootaxa. Bd. 3686, Nr. 4, 15. Juli 2013, S. 471–481, doi:10.11646/zootaxa.3686.4.5.
3. 1 2  Ronald M. Nowak: Walker's Mammals of the World. 2 Bände. 6. Auflage. Johns Hopkins University Press, Baltimore MD u. a. 1999, ISBN 0-8018-5789-9.
4. 1 2  Subhendu Sekhar Saha: A new Genus and a new species of flying squirrel (Mammalia: Rodentia: Sciuridae) from northeastern India, Bulletin of the Zoological Survey of India 4, 1981. (PDF)
5. ↑  J.L. Koprowski, E.A. Goldstein, K.R. Bennett, C. Pereira Mendes: Biswamoyopterus. In: Don E. Wilson, T.E. Lacher, Jr., Russell A. Mittermeier (Hrsg.): Handbook of the Mammals of the World: Lagomorphs and Rodents 1. (HMW, Band 6) Lynx Edicions, Barcelona 2016, ISBN 978-84-941892-3-4, S. 769.
6. ↑  Quan Li, Xue-You Li, Stephen M. Jackson, Fei Li, Ming Jiang, Wei Zhao, Wen-Yu Song, Xue-Long Jiang: Discovery and description of a mysterious Asian flying squirrel (Rodentia, Sciuridae, Biswamoyopterus) from Mount Gaoligong, southwest China. ZooKeys 864, 2019; S. 147–160. doi:10.3897/zookeys.864.33678.
7. ↑  Biswamoyopterus biswasi in der Roten Liste gefährdeter Arten der IUCN 2014.2. Eingestellt von: S. Molur, 2008. Abgerufen am 9. August 2014.